# Allobates niputidea
Allobates niputidea es una especie de anfibio anuro de la familia Aromobatidae.

## Distribución geográfica
Esta especie es endémica del Magdalena Medio en Colombia. Habita entre los 70 y 320 m de altitud en los departamentos de Boyacá, Santander, Caldas y Antioquia y el municipio de Yacopí.
Puede ser encontrada en bosques con dosel arbóreo de menos de 20 m de altura. Es observada principalmente entre septiembre y noviembre. De hábitos diurnos, es más activa durante la mañana. El llamado de los machos puede ser oído a través de los detritos vegetales en el suelo. Los adultos son normalmente observados en las inmediaciones de cursos de agua permanentes, mientras que los juveniles son encontrados en charcos aislados en el interior de los bosques.

## Descripción
Dorso de color marrón oscuro; franja dorsolateral más clara, desde marrón pálido hasta crema o gris claro, extendiéndose desde el borde posterior del párpado. Flanco marrón oscuro interrumpido por una región pálida, difusa y discreta o un grupo de pequeñas manchas extendiéndose hasta el punto medio del brazo. Patas marrón. Los machos adultos miden aproximadamente 17 mm, presentan garganta, pecho y vientre anterior negros, con una franja lateral oblicua pálida difusa. Las hembras miden 18 mm aproximadamente y tienen el vientre blanco.